# ساندرا سانتیاگو
ساندرا سانتیاگو (انگلیسی: Saundra Santiago؛ زادهٔ ۱۳ آوریل ۱۹۵۷) یک هنرپیشه اهل ایالات متحده آمریکا است. وی از سال ۱۹۸۲ میلادی تاکنون مشغول فعالیت بوده‌است.

## گزیدهٔ آثار

### سینما
- راه کارلیتو (۱۹۹۳)

### تلویزیون
- وصله جنایتکاران (۲۰۱۴)
- سوپرانوز (۲۰۰۷–۱۹۹۹)
- قانون و نظم (۲۰۰۴–۱۹۹۹)